# سان ريمي-أون-بوسيس
سان ريمي-أون-بوسيس (بالفالدوتينية: Sèn Rémi eun Boursa) هي قرية في وادي أوستا، إيطاليا الشمالية الغربية.

## الجغرافيا
سان ريمي هي آخر قرية إيطالية قبل الحدود السويسرية، على بعد 20 كـم (12 ميل) شمال غرب أوستا.
تعبر البلدة نهر أرتانافاز، وهو رافد لـ بوثيي.
- التصنيف الزلزالي: المنطقة 4 (زلزالية منخفضة جدًا).

## التاريخ
اسمها اللاتيني كان إندراسينوم: في العصور الرومانية كانت تقف منسيو مهمة في الوادي للسيطرة على الطريق، حيث كانت القرية تقع في نقطة استراتيجية للتجارة عبر الألب.
عانت من غزوات الالهون والالبرغنديون والاللومبارد والالكارولنجيون والالسراسنة، من القرن السادس إلى العاشر. وفقًا للتقاليد، خلال هيمنة بورغندي الملك غونتران، مرورًا بالوادي، تم تعميده على يد القديس ريمي، رئيس أساقفة ريمس، في عام 496 ميلاديًا، مما أعطى اسمه للبلدة.
ذُكرت سان ريمي أون بوسيس في دليل السفر سيجيريك من كانتربري الذي، حوالي عام 990، ذهب إلى روما لتلقي الباليوم من يد البابا يوحنا الخامس عشر؛ كان من المفترض أن تسمى هذه الطريق طريق فرانسيجينا، في القرون التالية. على وجه التحديد، مثلت المحلية المرحلة الثامنة والأربعين (سوبمانسيو)، وعرّفها رئيس أساقفة كانتربري سي ريمي. توقف رئيس الأساقفة هناك قبل عبور غران سان برنار.
في إيطاليا الفاشية فينتينيو، تمت ترجمة اسم المكان إلى الإيطالية وأُعيدت تسميته سان ريميجيو، من عام 1939 إلى 1946. ثم تم استعادة الاسم إلى سان ريمي حتى عام 1991، عندما اتخذ شكله الحالي.

## شعار النبالة
يوصف شعار نبالة البلدية على النحو التالي:
«فضي إلى الرأس منحني من خمس قطع حمراء. زخرفة خارجية من البلدية»